# Cristina Villanueva
Cristina Villanueva Ramos (Tiana, Barcelona, 24 de febrero de 1976) es una periodista y presentadora española.

## Biografía profesional
Cristina Villanueva se licenció en periodismo en la Universidad Autónoma de Barcelona en 1998.
En 1997 empieza a trabajar en el canal Teledeporte de RTVE, comentando entre otros eventos el Mundial de natación de Barcelona, la Copa Federación de tenis o los Juegos Olímpicos de Atenas 2004. Así como también fue reportera a pie de pista del Mundial de MotoGP. Después pasará a presentar los informativos de La 2, sustituyendo a Beatriz Ariño al frente de La 2 Noticias entre 2004 y 2006.
En 2006 ficha como presentadora de los informativos de La Sexta, poniéndose ante la cámara en la edición de fin de semana de La Sexta Noticias y participando, junto a Helena Resano y Mamen Mendizábal en el espacio de entrevistas Sexto sentido. En marzo de 2007 dejó este programa para ocuparse de La Sexta Noticias y del programa de fútbol No me digas que no te gusta el fútbol, que condujo junto al exjugador de baloncesto Juanma López Iturriaga hasta mayo de 2008.
Entre los muchos reconocimientos periodísticos destacan el prestigioso Premio Larra de Periodismo de la APM en el 2006. También ha recogido un Premio Ondas (en colectivo para el equipo de La2 Noticias) y un TP de Oro (en colectivo por retransmisiones deportivas).
Presentó Verano Directo cada tarde de 18 a 20h desde el 11 de julio de 2011 hasta el 23 de septiembre de 2011 en La Sexta.
En abril de 2019 publica el libro "Desplegando velas" donde reflexiona sobre el feminismo junto a otras mujeres relevantes en diferentes ámbitos. 
En julio de 2025 se anuncia que dejará de presentar La Sexta Noticias para embarcarse en nuevos proyectos profesionales.

## Vida personal
Tiene dos hijas nacidas en 2010 y 2014.